# RS-506
Pour les articles homonymes, voir Route 506.
La RS 506 est une route locale du Nord-Ouest de l'État du Rio Grande do Sul qui relie la RS-223, sur le territoire de la municipalité d'Ibirubá, à la commune de Santa Bárbara do Sul. Elle dessert ces deux seules villes, et est longue de 39,400 km.